# Schloss Sulzemoos

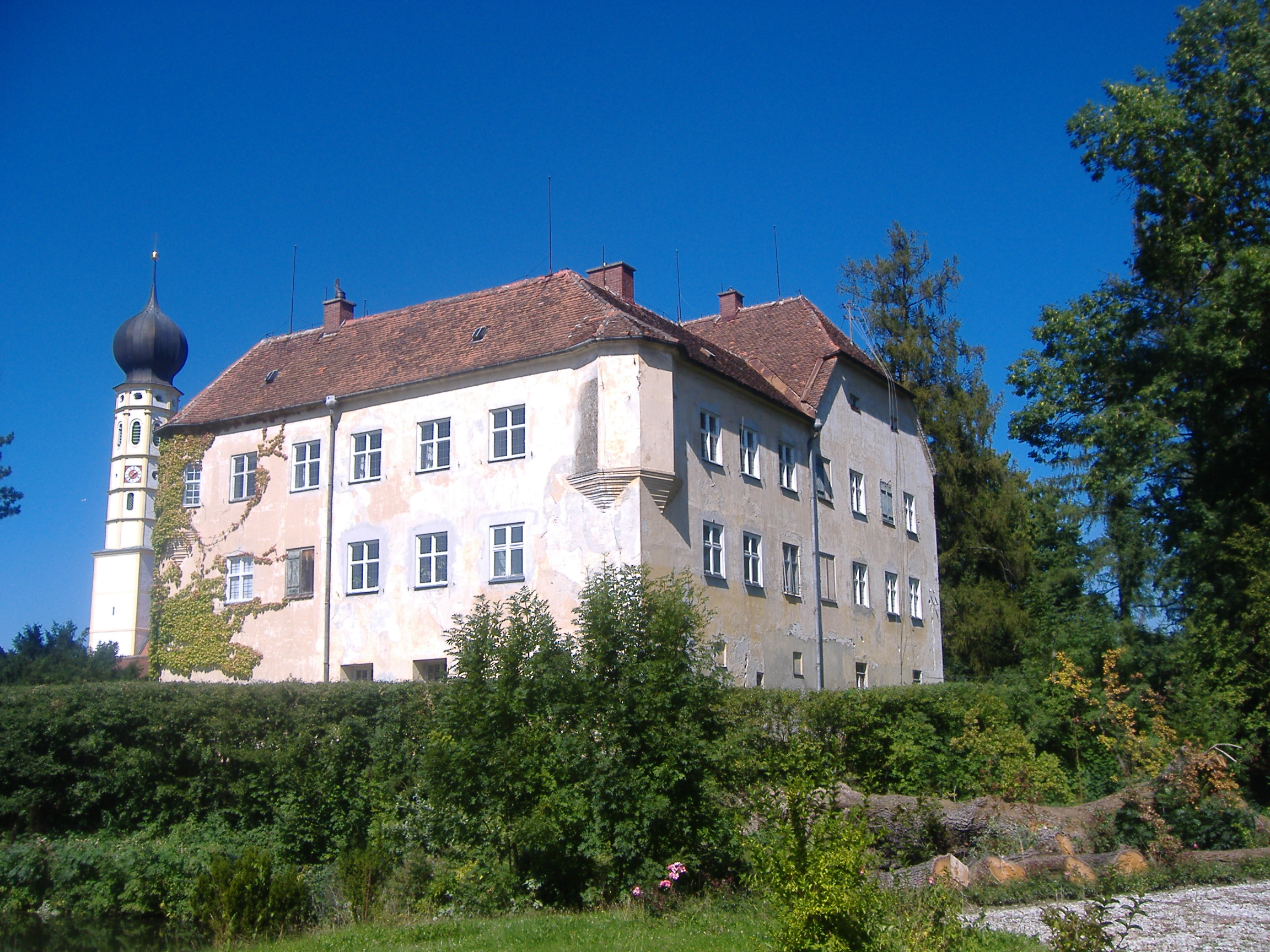
West-/Südseite des Schlosses mit Kirchturm

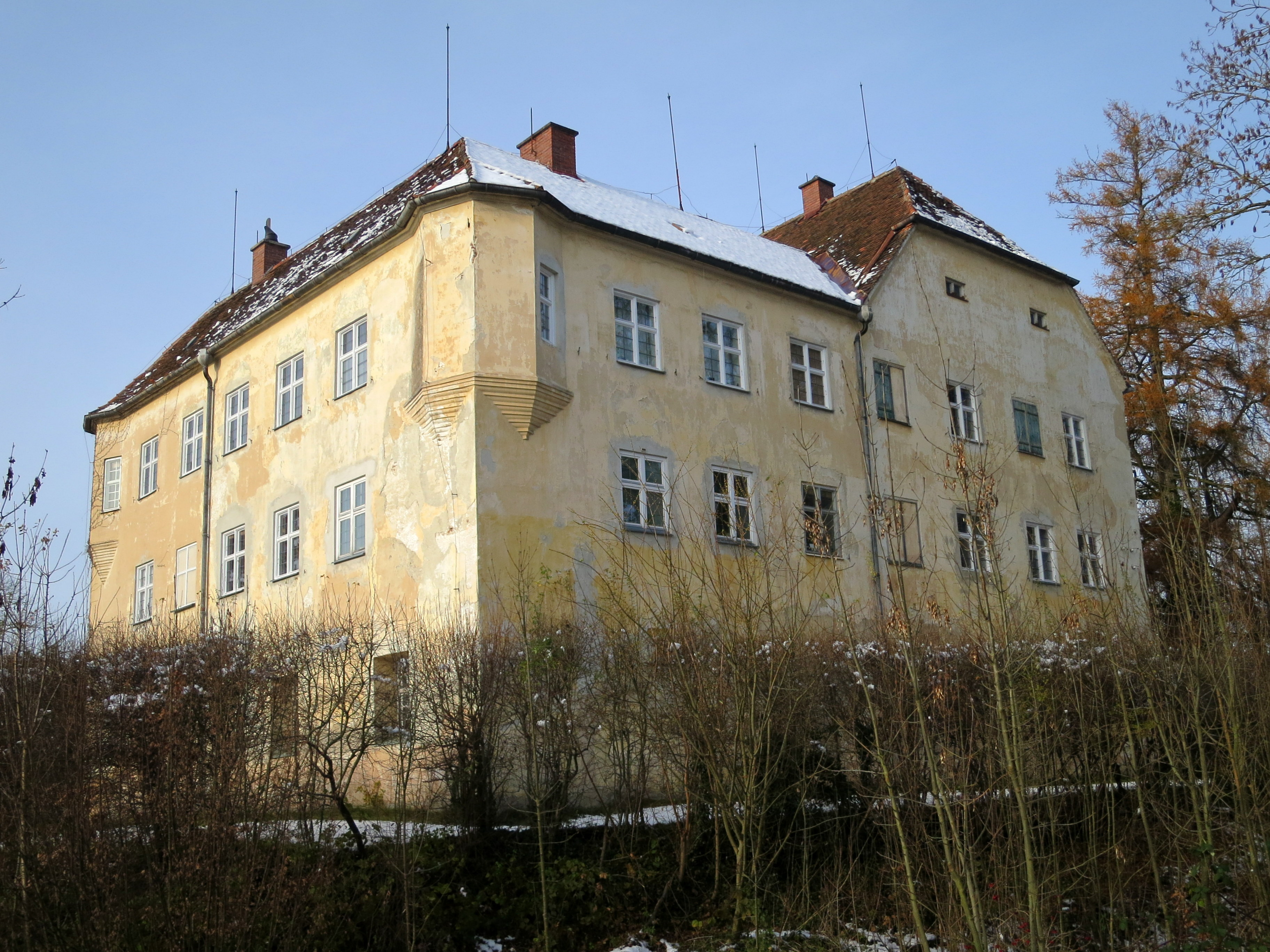
West-/Südseite des Schlosses (2018)

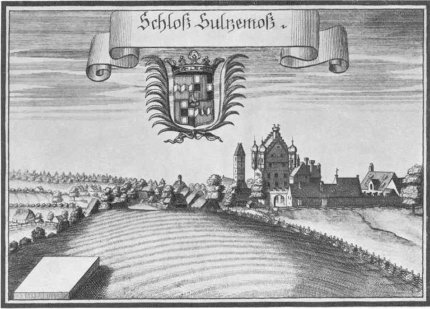
Kupferstich von Michael Wening aus dem Jahr 1701

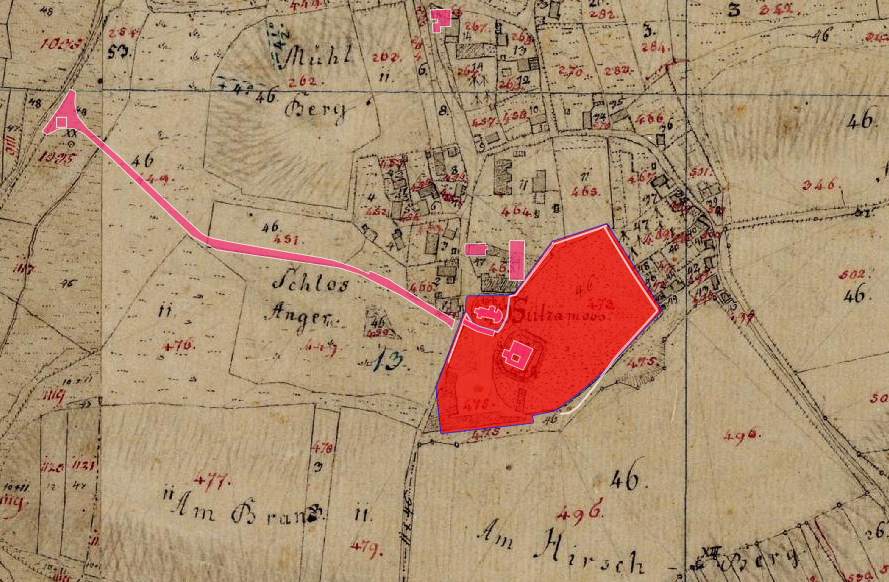
Lageplan von Schloss Sulzemoos auf dem Urkataster von Bayern

Schloss Sulzemoos liegt im Süden der Gemeinde Sulzemoos im Landkreis Dachau von Oberbayern. Die Anlage ist ein denkmalgeschütztes Baudenkmal von Sulzemoos. Ebenso wird sie als Bodendenkmal im Bayernatlas als „mittelalterliche und frühneuzeitliche Befunde im Bereich von Schloss Sulzemoos und seinen Vorgängerbauten mit zugehörigem Wirtschaftshof und Gartenanlagen“ geführt.

## Geschichte
Das Schloss geht auf die Herren von Sulzemoos zurück, die in der 2. Hälfte des 12. Jahrhunderts erwähnt werden; ihnen folgten die Eisolzried (1320–1371) und dann die von Sendling (1398–1478). Im 15. Jahrhundert war das Schloss verfallen.
Die Ursprünge des heutigen Schlosses gehen auf das Jahr 1546 zurück. Damals ließ Wiguleus Hundt von Sulzemoos und Lenting das verfallene Schloss, das er von dem hinterlassenen Vermögen seiner verstorbenen Frau erwarb, „von Grund auf neu erbauen“. Ein Holzschnitt aus dem Jahre 1568 zeigt ein einstöckiges Gebäude mit Satteldach, welches jeweils an den vier Ecken mit Erkern verziert war.
1643 gelangte das Schlossgut an den Freisinger Fürstbischof Veit Adam von Gepeckh, in dessen Familie es bis 1811 blieb. Infolge des spanischen Erbfolgekrieges wurde das Gebäude am 2. August 1704 zerstört und nicht mehr in seiner ursprünglichen alten Pracht aufgebaut. Dadurch fehlt dem heute noch sehr wuchtig wirkenden Schloss jede feine bauliche Gestaltung. Um 1900 ist südöstlich des Schlosses, im Hof der Ökonomie, das Wohnhaus des Schlossgutverwalters neu errichtet worden und bald ließ der Schlossherr Wolfgang Lorenz von Schaezler eine evangelische Kapelle im Schloss einbauen.
Das Schloss wird privat bewohnt und ist der Öffentlichkeit nicht zugänglich.

## Schlossbesitzer
- 1546–1639 Hundt von Sulzemoos und Lenting und Erben
- 1639–1642 von Paumgartner (seit 1672 Paumgartner von Holnstein und Grünsberg)
- 1643–1811 von Gepeckh und Erben
- 1811–1820 Familie Odermatt
- 1820–1822 von Valta
- 1822–1977 von Schaezler und Erben
- seit 1977 von Zwehl

## Beschreibung
Das Schloss bildet eine quadratische, dreigeschossige Dreiflügelanlage mit Satteldächern und Schopfwalm und dem Rest eines Eckerecktürmchens um einen Hof, das auf das 16. und 17. Jahrhundert zurückgeht, um 1800 erfolgte ein weiterer Ausbau. Der ehemalige Park ist von einer hohen Umfassungsmauer umschlossen. Seit 1996 finden Restaurierungsarbeiten statt.